# Simeó I el Gran

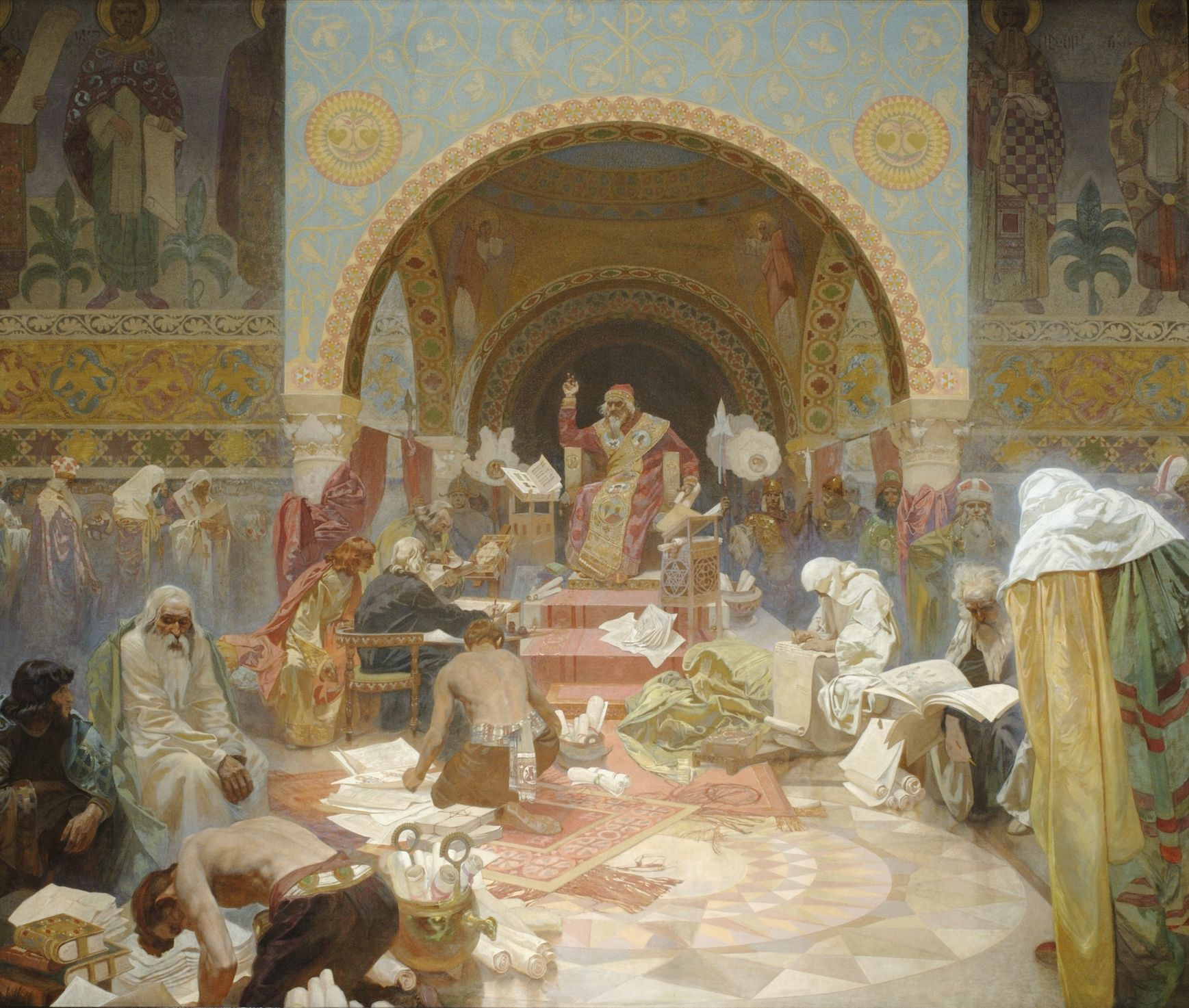
El tsar Simeó el Gran enmig dels erudits.

Simeó I el Gran (búlgar:  Симеон I Велики, trans.  Simeon I Veliki  antic búlgar, Сѷмєѡнъ А҃ Вєликъ; 864 / 865 - 27 maig de 927), kan dels búlgars (893-927). Fou un sobirà guerrer que va fer de la seva cort un centre cultural. Simeó va succeir al seu pare, Borís I, en 893 després del breu regnat del seu germà gran, Vladímir.
La seva ambició d'ascendir al tron imperial romà d'Orient, una aspiració compartida així mateix per molts tsars búlgars posteriors, va conduir a Simeó a embarcar-se en moltes guerres amb l'Imperi Romà d'Orient (894, 896, 913, 917, 923). Mai va aconseguir prendre Constantinoble, tot i que va estar diverses vegades a la seva mercè, però va prendre per a si el títol de basileu o «tsar de tots els búlgars» (925) i també va declarar l'Arquebisbat autònom búlgar com a autocèfal i el va elevar a la categoria de Patriarcat. En els Balcans, va estendre el poder de Bulgària sobre el sud de Macedònia, el sud d'Albània, i Sèrbia, que es van convertir en els seus vassalls, però el domini búlgar al nord del Danubi es va perdre probablement durant el seu regnat. Simeó es va casar dues vegades i va deixar quatre fills, dels quals el major del seu segon matrimoni, Pere I, el va succeir.

## Primers anys i ascens al tron
Simeó va néixer l'any 864 o 865, com el tercer fill del kniaz (príncep) Borís I, qui pertanyia a la dinastia Krum. Com que el seu pare havia cristianitzat a Bulgària l'any 865, Simeó va néixer i va romandre cristià durant tota la seva vida. Havent nomenat al seu fill gran, Vladímir, com el seu hereu natural al tron búlgar, Boris volia que el seu fill menor es convertís en un clergue d'alt rang, possiblement en arquebisbe de Bulgària, i, amb aquest objectiu, el va enviar amb tretze anys a la Universitat de Constantinoble perquè rebés una educació teològica. Va adoptar el nom de Simeó durant el seu noviciat en un monestir de la capital imperial.  En la dècada següent (ca. 878-888), va rebre una excel·lent educació i va estudiar la retòrica de Demòstenes i Aristòtil.  També va aprendre a parlar fluidament el grec fins al punt de ser anomenat «mig grec» en les cròniques romanes d'Orient. s'especula que va poder estar sota la tutela del patriarca, Foci, cosa que no és possible de comprovar en cap font coneguda.
Al voltant de l'any 888, va retornar a Bulgària i es va establir en el recentment fundat monestir reial de Preslav «a la desembocadura del tica»,  on, sota la supervisió de Naüm d'Ocrida, es va dedicar a la traducció d'importants obres religioses del grec a l'antic eslau eclesiàstic (búlgar antic) juntament amb altres estudiants de Constantinoble. Mentrestant, Vladimir va pujar al tron després que el seu pare Boris es retirés a un monestir. el nou governant, a fi d'impedir que Bulgària caigués en mans de l'Imperi Romà d'Orient, va decidir perseguir el cristianisme i és possible que també signés un pacte contra els romans d'Orient amb Arnulf de Caríntia, el que va obligar Boris a sortir del seu retir. Simeó va rebre el tron després que el seu pare deposés a Vladimir i ordenés que fos empresonat i encegat. La seva ascensió va ser confirmada en una assemblea a Preslav que també va proclamar el búlgar com l'única llengua oficial de l'estat i de l'església i va traslladar la capital de Pliska a Preslav per consolidar la conversió de país al cristianisme. Es desconeix per què Boris no va col·locar al seu segon fill, Gabriel, en el tron en lloc del seu tercer fill.

## Guerra comercial contra l'Imperi Romà d'Orient i invasions magiars
Amb Simeó en el tron, la llarga pau amb els romans d'Orient signada pel seu pare estava prompta a acabar. Un conflicte va sorgir quan l'emperador Lleó VI el Savi, suposadament actuant sota la pressió de la seva amant Zoè Zaützena i del seu pare, Estilià Zautzes, va traslladar el monopoli comercial búlgar de Constantinoble a Tessalònica, on els comerciants búlgars estaven obligats a pagar més impostos. Els comerciants van demanar l'ajuda del monarca búlgar, qui va reclamar a Lleó, però va ser completament ignorat.

Bulgària a principis del regnat de Simeó I.

A la tardor del 894, Simeó va envair l'Imperi Romà d'Orient des del nord i va trobar poca resistència a causa que les tropes romanes d'Orient estaven concentrades a Anatòlia oriental per contenir les invasions àrabs. Informat de l'ofensiva búlgara, el sorprès Lleó va enviar un exèrcit compost de guàrdies i altres unitats militars que va aconseguir ajuntar a la capital per detenir-la, però va ser completament destruït en algun lloc del thema de Macedònia. els búlgars van capturar a la major part dels guàrdies, que eren mercenaris khàzars i van matar a molts arconts, inclòs un general. No obstant això, van haver de retirar precipitadament per fer front una invasió dels magiars al nord de Bulgària. Aquests esdeveniments van ser posteriorment anomenats «la primera guerra comercial a l'Europa medieval» pels historiadors búlgars.
Incapaç de respondre de manera efectiva a la campanya búlgara a causa del posicionament de les seves tropes, els romans d'Orient van convèncer als magiars perquè ataquessin Bulgària prometent l'ajuda de la seva armada per travessar el Danubi. Lleó VI també va poder haver signat un acord amb Arnulf per assegurar que els francs no donessin suport a Simeó contra els magiars. a més d'això, el general Nicèfor Focas va ser cridat a tornar del sud d'Itàlia per dirigir un altre exèrcit l'any 895 amb la intenció d'intimidar als búlgars. Simeó, sense saber de l'amenaça del nord, va anar a la trobada de les forces de Foques, però els dos exèrcits no van arribar a enfrontar-se. En lloc d'això, els romans d'Orient van oferir una pau, informant el monarca búlgar sobre els atacs romana per terra i per mar, però sense esmentar el planejat atac magiar. Simeó, sospitant, va arrestar l'emissari romà d'Orient i va ordenar que la ruta utilitzada per la marina romana d'Orient per arribar al Danubi fos bloquejada amb cordes i cadenes fins que pogués fer front a les forces de Nicèfor Focas.
Tot i els problemes provocats per aquest bloqueig, els romans d'Orient finalment van aconseguir ajudar els magiars, liderats pel fill d'Árpád, Liüntika, en el seu encreuament pel Danubi, probablement en algun lloc prop de la moderna ciutat de Galaţi, i els van ajudar a saquejar les terres búlgares.  en assabentar-se de la invasió, Simeó va marxar cap al nord deixant algunes tropes al sud per evitar un possible atac per part de Focas. Els dos encontres que va tenir amb l'enemic al nord de Dobruja van resultar en victòries magiars i es va veure obligat a retirar-se a Drastar. Després de saquejar la major part de Bulgària i arribar a les portes de Preslav, els magiars van tornar a casa, però no abans que Simeó conclogués l'armistici amb Constantinoble a l'estiu de 895. La pau encara hauria d'esperar, ja que Lleó VI volia que els presoners romans de la guerra comercial fossin alliberats.

## Campanya contra els magiars i noves guerres contra els romans

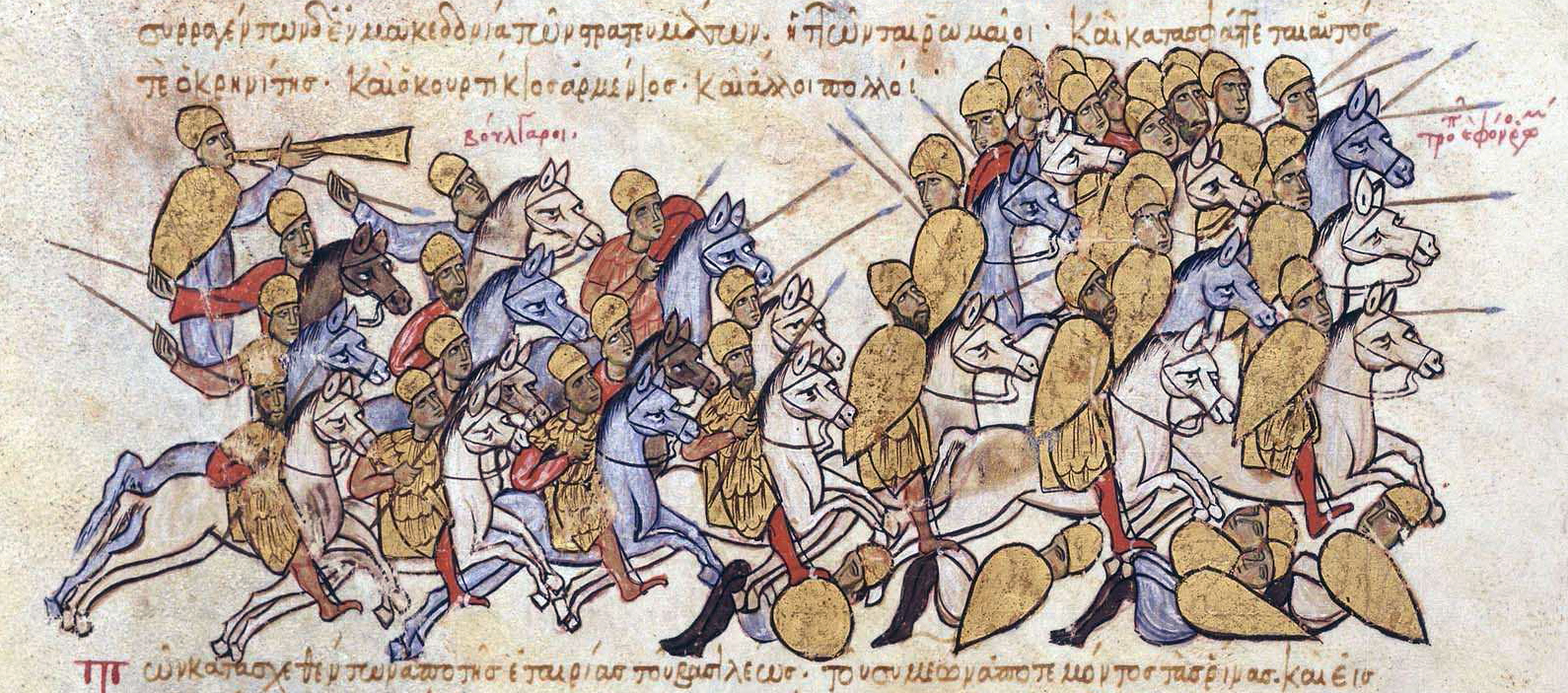
L'exèrcit de Simeó I derrota als romans d'Orient comandats per Procopio Crenites i Curtaci l'Armeni a Macedònia. Gravat de Escilitzes de Madrid.

Havent bregat amb la pressió dels magiars i dels romans d'Orient, Simeó estava ara lliure per planejar una campanya de represàlia contra els magiars. Va negociar la creació d'una força conjunta amb els veïns orientals dels magiars, els petxenegs, i va empresonar a l'enviat romà d'Orient Lleó Querosfactes per retardar l'alliberament dels presoners fins després de la campanya, i això li permetria negociar la pau en millors condicions. En un intercanvi de correspondència amb l'enviat, el monarca va refusar alliberar els presoners i va ridiculitzar les habilitats astrològiques de Lleó VI.
Utilitzant la invasió magiar a les terres eslaves veïnes l'any 896 com a casus belli, finalment va marxar contra els magiars juntament amb els seus nous aliats petxenegs aquest mateix any, derrotant-los completament en la batalla del Buh meridional. Els magiars es van veure forçats a abandonar Etelköz per sempre i es van traslladar a Panonia. Després d'aquesta victòria, Simeó finalment va posar en llibertat els presoners romans a canvi dels búlgars capturats l'any 895.

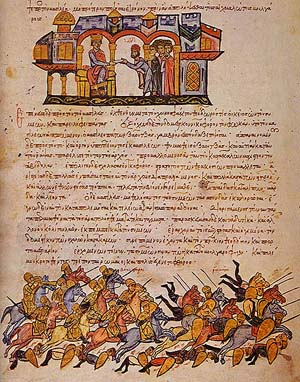
Els búlgars derroten als romans d'Orient a Bulgarófigo l'any 896. Gravat de Escilitzes de Madrid.

Al·legant que no tots els presoners havien estat posats en llibertat, Simeó va envair novament l'Imperi Romà d'Orient l'estiu de l'any 896 i va marxar directament cap a Constantinoble. A la Tràcia romana, va haver d'enfrontar un exèrcit romà d'Orient reunit a correcuita, però el va aniquilar en la batalla de Bulgarófigo (prop l'actual Babaeski, Turquia). Donant armes als presoners àrabs i enviant-los a combatre contra els búlgars com una mesura desesperada, Lleó VI va aconseguir repel·lir l'atac a Constantinoble, que ja estaven assetjant. La guerra va acabar amb un tractat de pau que duraria fins a la mort de Lleó VI l'any 912 i els termes forçaven Constantinoble a pagar un tribut anual als búlgars. el tractat també obligava els romans d'Orient a cedir l'àrea entre el mar Negre i Strandja a l'Imperi búlgar. Durant aquest període, Simeó també va aconseguir imposar la seva autoritat sobre el Principat de Sèrbia i, al seu torn, va reconèixer a Pere Gojniković com a príncep.
No obstant això, el monarca búlgar sovint violava els termes del tractat, atacant i conquerint territoris romans en diverses ocasions, com l'any 904, quan el general romà d'Orient renegat Lleó de Trípoli i els seus àrabs aprofitessin la confusió provocada per les incursions búlgares per llançar una campanya marítima i atacar Tessalònica. Després que els àrabs haguessin saquejat la ciutat, Tessalònica s'havia convertit en un blanc fàcil no només per a Bulgària, sinó també per als veïns eslaus. Per dissuadir Simeó de capturar la ciutat i poblar amb eslaus, Lleó VI es va veure obligat a fer noves concessions territorials als búlgars a la regió de Macedònia: totes les terres habitades pels eslaus allà i a Albània van ser cedides als búlgars i la frontera fou traçada a només 20 km de Tessalònica. 

## Reconeixement com a emperador

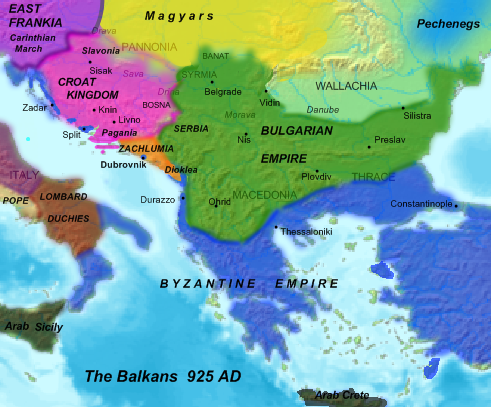
L'Imperi de Simeó el Gran.

A la mort de Lleó VI l'11 de maig del 912 i l'ascensió del seu petit fill Constantí VII sota la tutela del seu oncle Alexandre -que va expulsar Zoè Carbonopsina, la mare de l'infant i quarta esposa de Lleó, del palau- va constituir una gran oportunitat per a Simeó d'intentar una altra campanya contra Constantinoble. A la primavera de l'any 913, els seus emissaris que havien arribat a la capital per renovar la pau signada l'any 896 van ser expulsats per Alexandre, qui es va negar a pagar el tribut anual i el va advertir que es preparés per a la guerra. Abans quee Simeó pogués atacar, Alexandre va morir (el 6 de juny del 913), deixant l'imperi en mans d'una regència encapçalada pel patriarca de Constantinoble Nicolau I el Místic. Molts residents de Constantinoble no reconeixien al jove emperador i en canvi van donar suport al pretendent Constanci Ducas, que, exacerbats per les revoltes al sud d'Itàlia i la planejada invasió àrab a Anatòlia oriental, únicament afavorien a Simeó. Nicolau va tractar de dissuadir Simeó de la seva planejada invasió en una llarga sèrie de cartes, però, el monarca búlgar va atacar amb un gran exèrcit al juliol o agost de 913, arribant a les portes de Constantinoble sense enfrontar resistència i assetjant-la novament.
No obstant això, l'anarquia a Constantinoble havia cessat després de l'assassinat del pretendent Constanci Ducas, i un govern s'havia format amb el patriarca Nicolau al capdavant. Això va instar el búlgar a aixecar el seu setge i entrar en negociacions de pau, per a alegria dels romans d'Orient. Les prolongades negociacions van donar com a resultat el pagament dels tributs endarrerits, la promesa que Constantí VII es casaria amb una de les filles de Simeó i, més important, el reconeixement oficial del monarca búlgar com a emperador pel patriarca Nicolau al palau de Blanquerna.
Poc després de la visita de Simeó a Constantinoble, la mare de Constantí, Zoè, va tornar a la cort davant la insistència del jove emperador i immediatament va començar a eliminar els regents. a través d'un complot, va aconseguir assumir el poder al febrer de 914 -pràcticament fent fora a Nicolau del govern- i va començar a rebutjar i amagar el reconeixement del títol imperial búlgar. A més, també va cancel·lar el planejat matrimoni del seu fill amb la filla de l'emperador búlgar. Simeó va envair Tràcia novament l'estiu del 914 i va capturar Edirne. Zoè es va afanyar a enviar nombrosos presents per intentar reconciliar-se i va aconseguir convèncer-lo de tornar la ciutat i retirar-se. Als anys següents, les forces búlgares van continuar actuant a les províncies romanes d'Orient al nord-oest, prop de Durrës i Tessalònica, però no hi va haver una nova campanya contra Constantinoble.

## Victòries a l'Aqueloos i Catasirtes

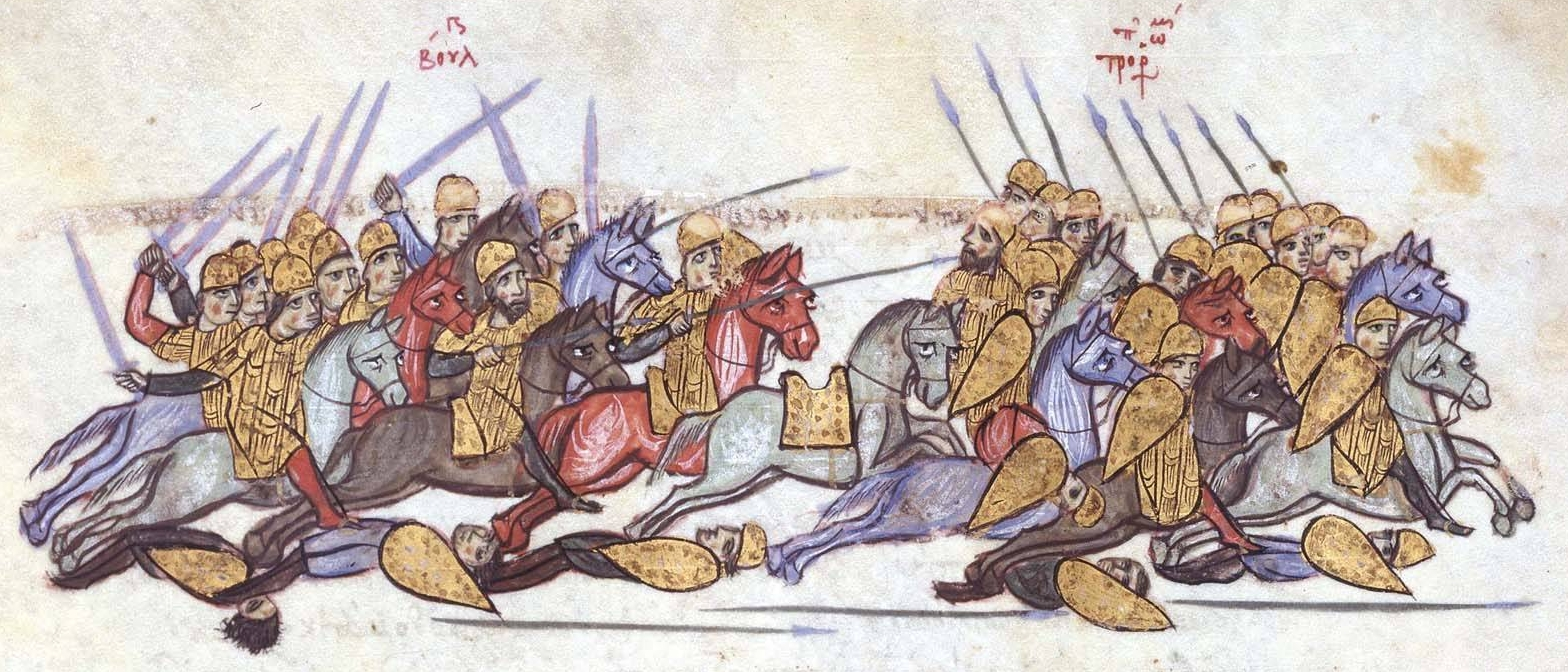
La victòria búlgara a Anquíalo, Escilitzes de Madrid.

L'any 917, Simeó s'estava preparant per a una altra guerra contra l'Imperi Romà d'Orient. Va intentar crear una nova aliança amb els petxenegs, però els seus emissaris no aconseguien competir amb els recursos financers dels romans d'Orient, que van armar una gran campanya contra Bulgària. Inclusivament van intentar convèncer al príncep serbi Pere Gojniković de participar en l'atac amb el suport dels magiars.
En aquest mateix any, un poderós exèrcit romà d'Orient dirigit per Lleó Focas el Vell, fill de Nicèfor Focas, va envair Bulgària en un atac coordinat amb l'armada romana comandada per Romà Lecapè. de camí a Mesèmbria, on havien de trobar-se amb els reforços que estaven sent transportats per l'armada, les forces de Foques van acampar prop del riu Aqueloos, a prop del port d'Anquíalo. Quan es va assabentar de la invasió, el tsar va marxar immediatament per interceptar als romans d'Orient i va atacar des dels turons propers, prenent-los per sorpresa. La batalla de l'Aqueloos, lliurada el 20 d'agost, va ser una de les més grans de la història medieval i va acabar en una decisiva victòria búlgara. Encara que Foques havia aconseguit escapar cap Mesèmbria, la major part dels seus comandants havien mort. Dècades després, Lleó Diaca, escriuria que «piles d'ossos encara es podien veure fins al dia d'avui al riu Aqueloos, on un exèrcit romà d'Orient va ser destruït de forma infame».

Moviments en la batalla de l'Aqueloos

El planejat atac dels petxenegs pel nord també va fracassar, ja que van discutir amb l'almirall Lecapè i aquest va acabar negant-se a transportar-los a través del Danubi. Els magiars i els serbis tampoc van entrar en la guerra: els primers estaven ocupats amb els seus aliats francs a Europa occidental i els serbis es mostraven reticents perquè Miquel de Zahumlia, un aliat de Bulgària, havia avisat Simeó del pla.
L'exèrcit búlgar va continuar fent campanya després de la victòria a l'Aqueloos i aviat va aconseguir una altra victòria. La força búlgara enviada per perseguir el que havia quedat de les forces romanes d'Orient es va aproximar a Constantinoble i es va enfrontar novament amb Lleó Focas, que havia aconseguit tornar a territori romà d'Orient a prop del poble de Catasirtes , als afores de la capital. Les forces búlgares van atacar novament i van aconseguir derrotar els romans d'Orient en la batalla de Catasirtes, prop ja de Constantinoble però, una sèrie d'atacs serbis des de l'oest, va obligar les forces de Simeó a replegar-se, fet que va permetre als romans d'Orient de guanyar un temps preciós per organitzar les seves defenses.

## Revolta sèrbia i les campanyes finals contra els romans d'Orient
Poc després de la campanya, Simeó es va tornar contra el príncep serbi Pere Gojniković per haver intentat aliar-se amb els romans d'Orient. El tsar va enviar un exèrcit liderat per dos dels seus comandants, Teodor Sigritsa i Marmais a Sèrbia. Els dos van aconseguir convèncer Pere de participar personalment en una reunió en què va ser capturat i enviat a Bulgària, on va morir en una masmorra. Simeó va col·locar a Pau Branović, que estava exiliat a Bulgària, al tron de Sèrbia, recuperant així el control de la regió per un temps.
Mentrestant, els fracassos militars romans van provocar un nou canvi de govern a Constantinoble: l'almirall Romà Lecapè va substituir Zoè com a regent del petit Constantí VII l'any 919, i forçant-la a entrar en un convent. Romà va obligar el jove a casar-se amb la seva filla, Helena, i es va proclamar coemperador al desembre del 920, assumint el control de l'imperi i frustrant així novament el pla de l'emperador búlgar.
Incapaç de prendre el tron romà d'Orient per mitjans diplomàtics, l'enfurismat emperador búlgar novament va haver de guerrejar per imposar la seva voluntat. Entre 920 i 922, Bulgària va augmentar la pressió sobre els romans d'Orient, fent campanya a l'oest a través de Tessàlia fins a arribar a l'istme de Corint i a l'est a Tràcia fins a arribar i travessar els Dardanels per posar setge a la ciutat de Làmpsac. les forces búlgares van aparèixer a les portes de Constantinoble l'any 921 després que capturessin Edirne novament i exigissin la deposició de Romà. A l'any següent, després de la victòria en la batalla de Pegai, els búlgars van cremar gairebé tot el Corn d'Or i van capturar Bizye. Mentrestant, els romans d'Orient van intentar incitar els serbis contra Simeó, però l'emperador búlgar va reaccionar primer i va substituir Pau per Zacaries Pribislavljević, que estava refugiat a Constantinoble abans de ser capturat.

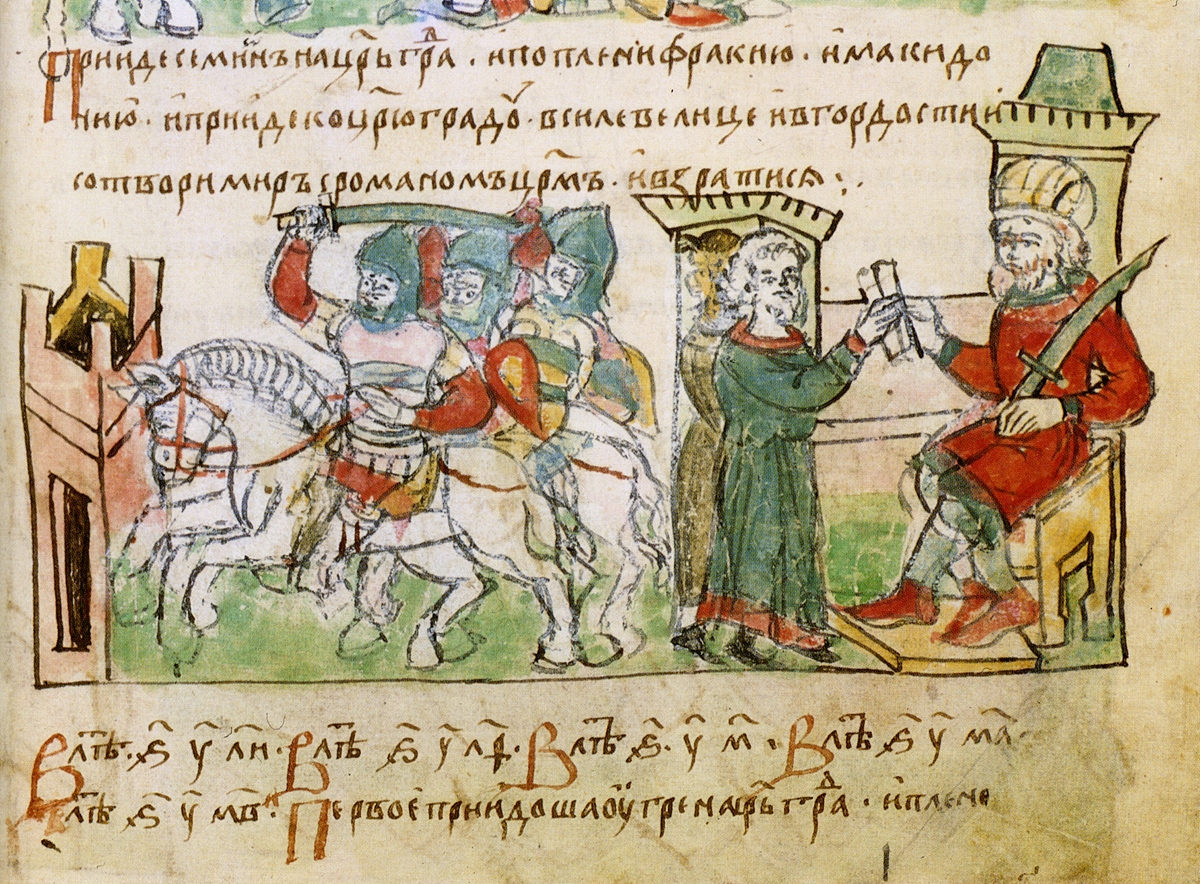
L'emperador romà d'Orient Romà Lecapè negociant amb Simeó I de Bulgària c. 922-924. Miniatura per a la crònica de Radziwiłł (segle XV).

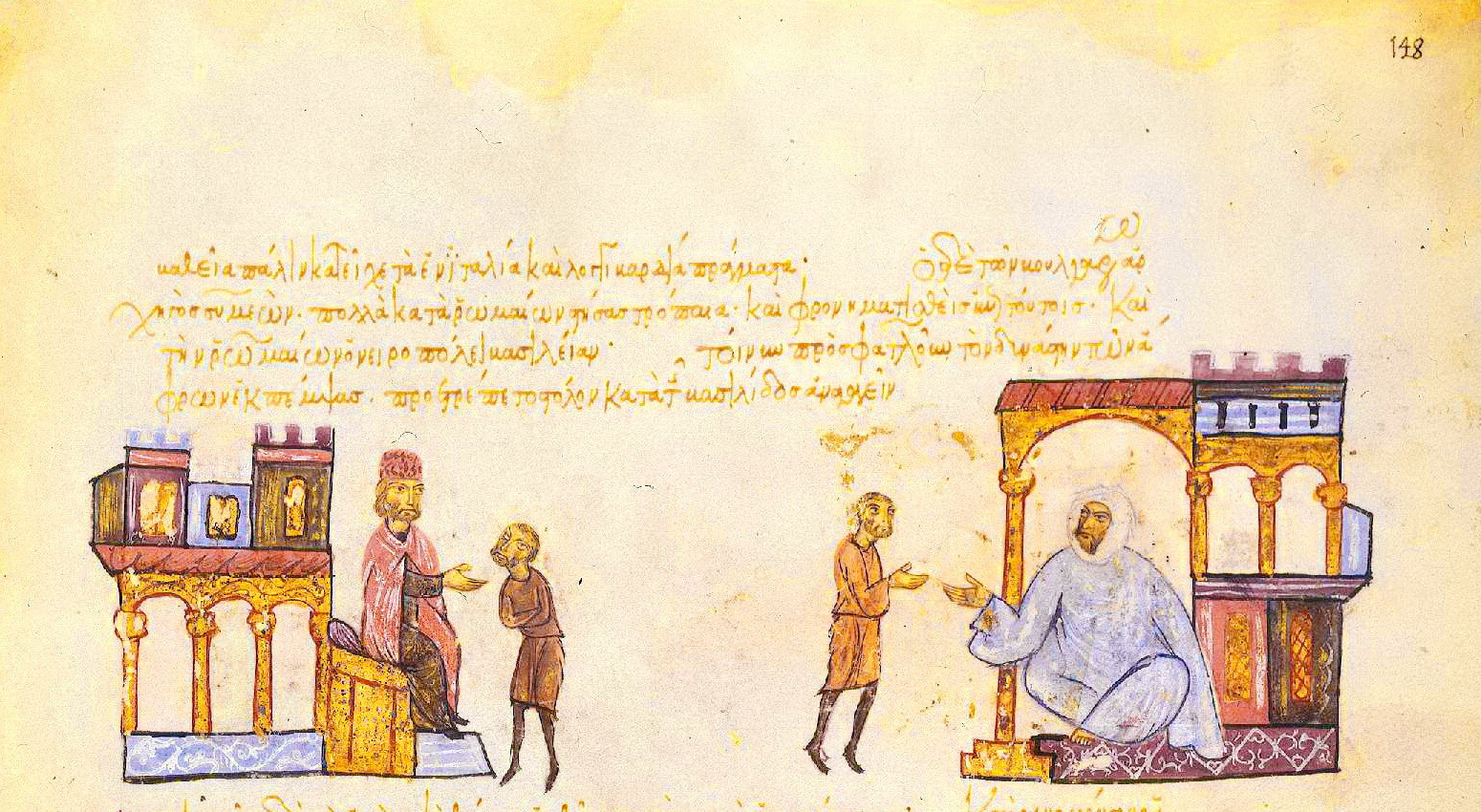
Simeó envia ambaixadors als fatimites, Escilitzes de Madrid.

Desesperat per conquerir Constantinoble, Simeó havia dissenyat una gran campanya per l'any 924 i va enviar emissaris al califa fatimita, Ubayd-Al·lah al-Mahdí per a tractar d'utilitzar la seva poderosa armada a l'atac. El califa va accedir i va enviar els seus propis emissaris als búlgars per acordar els detalls. Però els enviats van ser capturats pels romans a Calàbria i Romà, al saber del pla, va oferir la pau i generosos presents als àrabs, arruïnant l'aliança de l'emperador búlgar.
A Sèrbia, Zacaries va ser persuadit pels romans a rebel·lar-se i va rebre el suport de molts búlgars insatisfets amb les incessants campanyes de Simeó contra l'Imperi Romà d'Orient. L'emperador búlgar va enviar les seves tropes, novament sota el comandament de Sigritsa i Marmais, però van ser derrotades i els dos comandants, decapitats, obligant a Simeó a un armistici amb els romans d'Orient per poder concentrar-se en la revolta. Simeó va enviar un nou exèrcit, aquest cop encapçalada per Caslav Klonimirovic, per deposar Zacaries, que va fugir a Croàcia. Després d'aquesta victòria, la noblesa sèrbia va ser convocada pel nou príncep perquè jurés lleialtat a la seva persona i personalment a Bulgària, no obstant això, no van aparèixer. Tots els nobles van ser arrestats i decapitats i Bulgària va annexar-se directament a Sèrbia.
L'estiu de l'any 924, Simeó va aconseguir novament arribar a Constantinoble i va exigir reunir-se amb el patriarca i l'emperador. Va parlar amb Romà Lecapè al Corn d'Or el 9 de setembre i van acordar una treva, els termes de la qual exigien el pagament d'un tribut anual pels romans als búlgars. A canvi, l'emperador búlgar hauria de tornar algunes ciutats a la costa de la mar Negra. Durant la conversa, es diu que dues àguiles van ser vistes al cel, primer juntes i després separades, una volant a Constantinoble i l'altra a Tràcia, que va ser presa com un signe d'impossibilitat de reconciliació entre els dos emperadors. En la seva descripció de la reunió, Teòfanes continuat esmenta que «els dos emperadors ... van parlar», el que podria indicar que els romans d'Orient passarien a reconèixer novament les seves pretensions imperials.

## Guerra contra Croàcia i últims anys
Probablement després (o possiblement en la mateixa època) de la mort del patriarca Nicolau I el Místic, l'any 925, Simeó va elevar l'estatus de l'Església búlgara a un Patriarcat. L'acte pot estar relacionat amb els contactes diplomàtics de l'emperador amb el papat entre els anys 924 i 926, en què va exigir (i va rebre) del papa Joan X el reconeixement al seu títol d'«emperador dels romans», idèntic a l'emperador romà d'Orient, i, possiblement, la confirmació de la condició patriarcal del líder de l'Església búlgara.
L'any 926, les forces de l'emperador búlgar, comandades per Alogobotur, van envair Croàcia, aliats amb els romans d'Orient, però van ser completament derrotats per l'exèrcit del rei Tomislav I de Croàcia en la batalla de les Terres altes de Bòsnia. Tement una represàlia, Tomislav va acceptar abandonar la seva aliança amb els romans d'Orient i amb l'ajuda de l'allegat papal Madalbert, va signar una pau basada en el statu quo ante bellum . En els últims mesos de la seva vida, Simeó estava preparant un nou setge a Constantinoble, tot i les desesperades crides a la pau per part de Romà.
El 27 de maig del 927, va morir d'un atac cardíac al seu palau de Preslav. Els cronistes romans d'Orient relaten una llegenda segons la qual l'emperador búlgar va morir al mateix temps que Romà va decapitar una estàtua de Simeó.
Va ser succeït pel seu fill Pere, amb Jorge Sursuvul, l'avi o oncle matern de l'infant, que va servir com a regent. Com a part del tractat de pau que els búlgars i romans van signar l'octubre de 927 -i confirmat pel matrimoni de Pere amb Maria (Irene), una neta de Romà-, les fronteres existents van ser confirmades així com la dignitat imperial del governant búlgar i l'estat patriarcal de l'Església de Bulgària.

## Matrimoni i descendència
Simeó es va casar dues vegades. Amb la seva primera dona, de qui es desconeix la identitat, va tenir un fill anomenat  Miquel, que va néixer abans de l'any 913. Va ser exclòs de la successió a 927 i enviat a un monestir. Va morir l'any 931, després d'organitzar una revolta.
Amb la seva segona esposa anomenada Maria Sursuvul, la filla o germana de l'influent Jorge Sursuvul, va tenir tres fills: Pere, que el va succeir en el tron l'any 927 i va governar fins a l'any 969; Ivan, que es va rebel·lar contra Pere l'any 928 i va fugir a Constantinoble; i Benjamí o Boyan, que, segons l'historiador  llombard Liutprando de Cremona, «posseïa el poder de transformar-se en llop o un altre animal estrany».
Simeó també va tenir diverses filles, incloent-hi a una que va ser compromesa amb Constantí VII l'any 913 i que, per tant, va néixer abans d'això. Aquest matrimoni va ser anul·lat per la mare de Constantí, Zoè Carbonopsina, després que aconseguís tornar a la cort romana després d'haver estat expulsada per l'oncle de l'infant, l'emperador Alexandre.

## Llegat

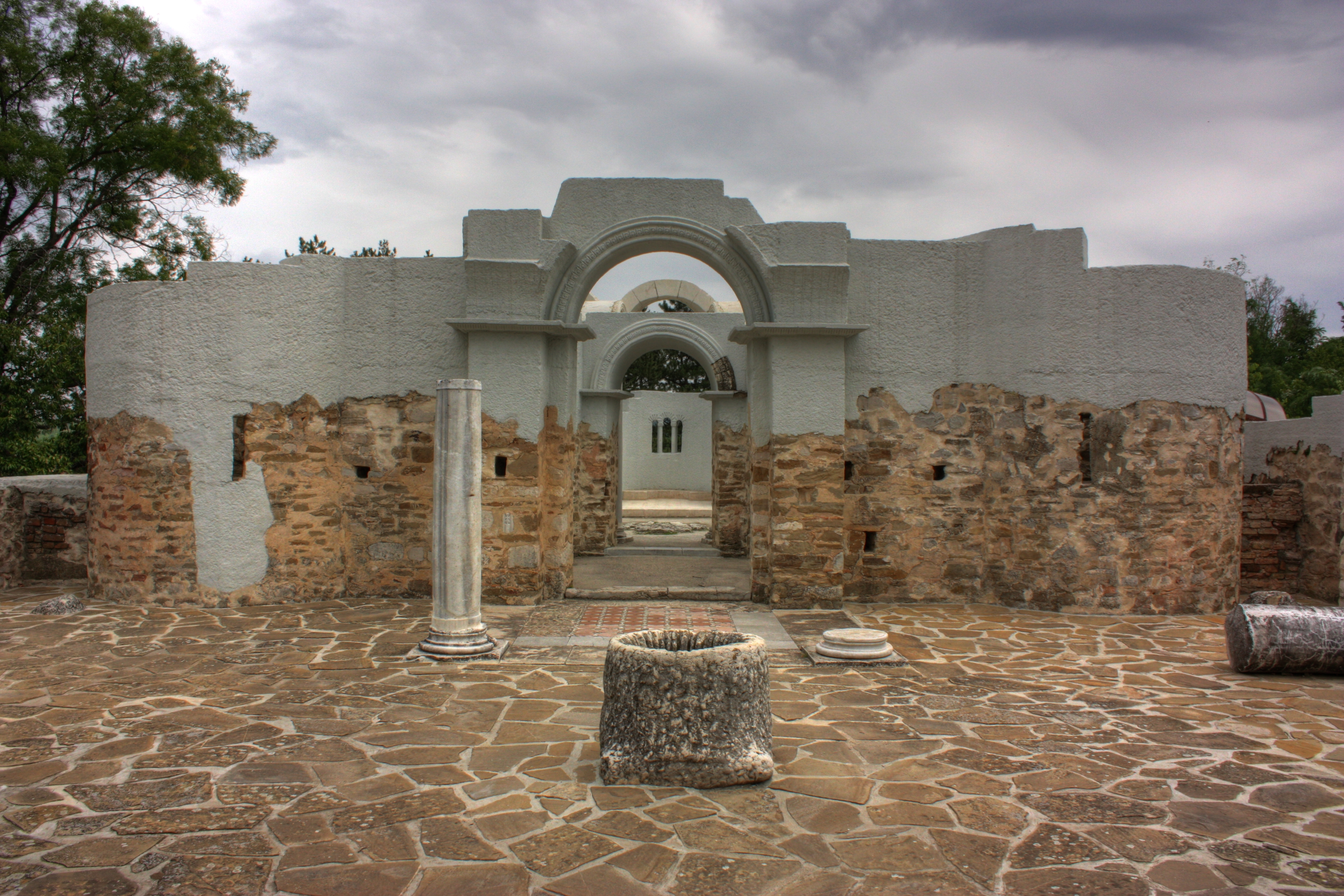
Ruïnes de l'Església Daurada o Rodona, Preslav.

Durant el regnat de Simeó, Bulgària va aconseguir el seu apogeu cultural, convertint-se en el centre literari i espiritual de l'Europa eslava. Simeó va continuar la política cultural de Boris, per consolidar i disseminar la cultura eslava; i d'atreure acadèmics i escriptors. Va ser a l'escola literària de Preslav i a l'escola literària d'Ohrid, ambdues fundades per Boris, on es va concentrar la producció literària búlgara del període.
El període final de segle segle ix i inici del segle x constitueix el més antic i més productiu de la literatura medieval búlgara. Havent passat els seus primers anys a Constantinoble, Simeó va introduir la cultura romana a la cort búlgara al mateix temps que aconseguia evitar l'assimilació cultural a través del poder militar i de l'autonomia religiosa. Els deixebles de Ciril i Metodi, entre ells Climent d'Ohrid, Naüm i Constantí de Preslav, van continuar el seu treball educacional a Bulgària, traduint diversos textos cristians, com la Bíblia i les obres de Joan Crisòstom, Basili de Cesarea, Ciril I d'Alexandria, Gregori de Nazianz, Atanasi d'Alexandria, i també les cròniques històriques com les de Joan Malales i Jordi Hamartolus, pel búlgar. El regnat de Simeó també va ser testimoni de la producció de diversos treballs teològics i seculars originals, com els Sis Dies (Šestodnev) de Joan l'Exarca, una Oració Alfabètica i la  Proclamació del Sant Evangeli  de Constantí de Preslav i Un Relat sobre les Epístoles de Cernorizec Hrabar. La contribució del mateix Simeó a aquesta florida literari va ser elogiada pels seus contemporanis, com és el cas de l'«Elogi al tsar Simeó», preservat en la col·lecció Zlatostruj, i la «Col·lecció de Simeó», l'addició va ser escrita pel mateix emperador.
Simeó va transformar la seva nova capital, Preslav, en un magnífic centre religiós i cultural el propòsit no era ser tot just una fortalesa militar i la residència de l'emperador, sinó també una demostració de l'evolució búlgara. Segons l'historiador Petǎr Delev, «amb els seus més de vint  esglésies en creu amb cúpula, diversos monestirs, un impressionant palau reial i la magnífica  Església Daurada (o Rodona), Preslav era una veritable capital imperial». el desenvolupament de l'art en el període pot ser representat per L' icona en ceràmica de Teodor el General i en les rajoles pintats en l'estil de Preslav.